# 北山向日葵
北山 向日葵（きたやま ひまわり、1999年6月13日 - ）は、日本の元子役である。
ジョビィキッズプロダクション所属だったが、現在は事務所のプロフィールから削除されており、移籍したか、あるいは休業・引退したものかと思われる。
小学生向けファッション雑誌ニコ☆プチで「ニコ☆プチ読者ブログサポーター」としてオフィシャルブログを開設しており、ファンレターの宛先が、新潮社ニコ☆プチ編集部になっていた。
北山伊万里とは双子である。

## 出演

### テレビドラマ
- 花より男子2（リターンズ）（2007年、TBS） - 美作芽夢 役
- 美少女戦麗舞パンシャーヌ 奥様はスーパーヒロイン!（2007年、テレビ東京） - 新庄理沙 役
- トミカヒーロー レスキューフォース 第45話（2008年、テレビ東京） - 南部千秋 役

### CM
- パナソニック 3CCDデジカム
- 日本マクドナルド ハッピーセット〜ウサハナ篇〜
- 島みやえい子/ひぐらしのなく頃に

### スチル
- 光文社 VERY FILEFOX6月号

### 書籍
- 新潮社 ニコ☆プチ（ニコ☆プチ読者ブログサポーター）